# حزب الحرية النمساوي
حزب الحرية النمساوي (Freiheitliche Partei Österreichs) هو حزب سياسي قومي في نمسا. تأسس الحزب في عام 1956.
قائد الحزب هو Heinz-Christian Strache.
المنظمة الشبابية للحزب هي Ring Freiheitlicher Jugend Österreich.
في الانتخابات البرلمانية لعام 2002 حصل الحزب على 491 328 صوت (10.1%, 18 مقعد).
للحزب مقعد واحد في البرلمان الأوروبي.

## مواقع خارجية
- [ http://www.fpoe.at/ FPÖ]